# Aplocheilichthys mediolateralis
Aplocheilichthys mediolateralis е вид лъчеперка от семейство Poeciliidae. Видът не е застрашен от изчезване.

## Разпространение и местообитание
Разпространен е в Ангола.
Обитава сладководни басейни, реки и потоци.

## Описание
На дължина достигат до 5 cm.